# Victor Guérin

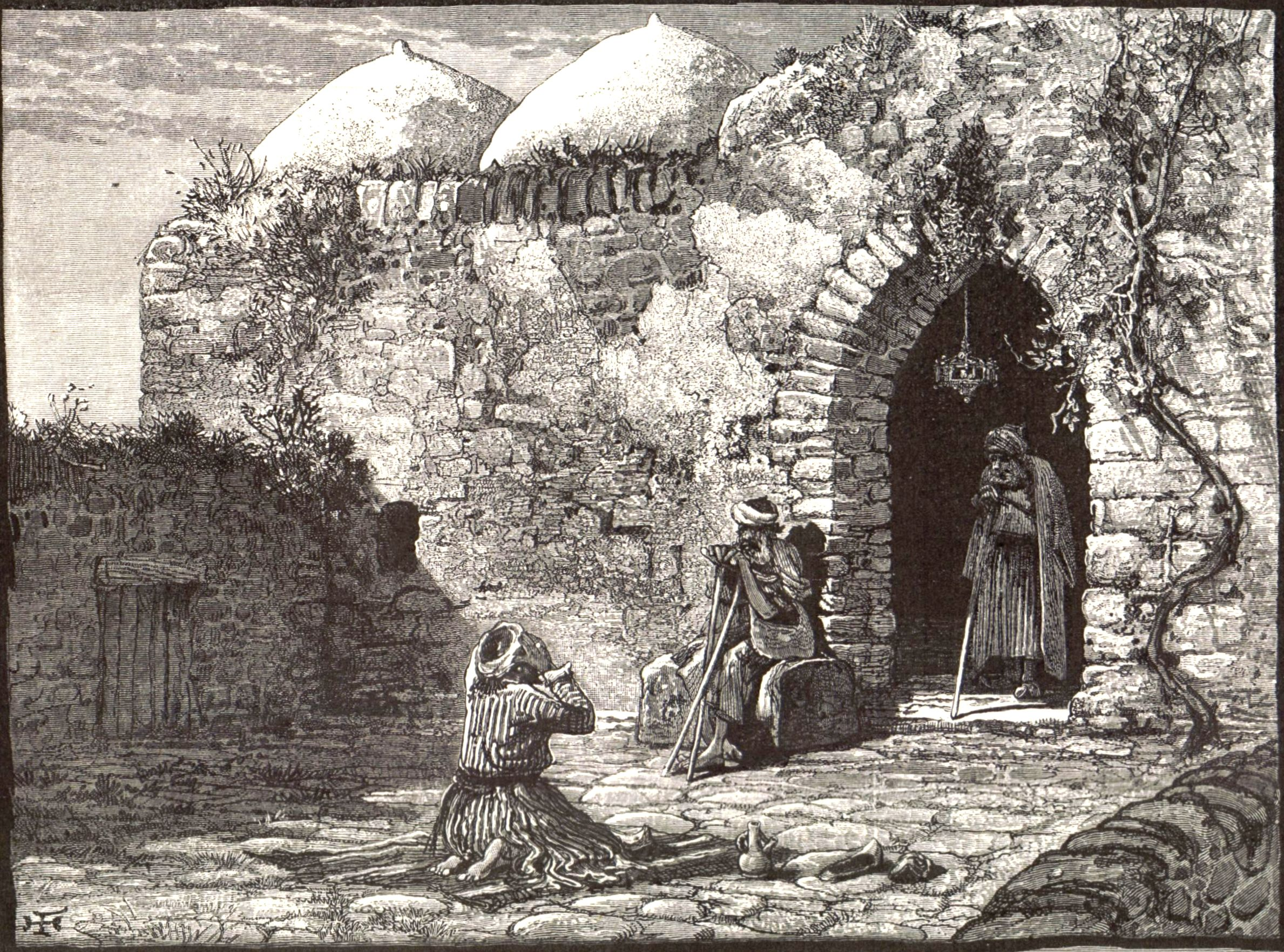
La Tumba de Jonás en Mashhad, impresa en La Terre Sainte de Picturesque Palestine

Victor Guérin (15 de septiembre de 1821 - 21 de septiembre de 1891) fue un intelectual, explorador y arqueólogo amateur francés. Publicó libros que describían la geografía, arqueología e historia de las áreas que exploraba, entre otras Grecia, Asia Menor, África del Norte, Siria y Palestina.

## Biografía
En 1840 se diplomó por la Escuela Normal Superior de París, y poco después se convirtió en profesor de retórica y miembro de las facultades de varias universidades e institutos en Francia y en Argelia.
En 1852 se convirtió en miembro de la Escuela Francesa de Atenas. Con la ayuda financiera de Honoré Théodoric d'Albert de Luynes pudo explorar Grecia y sus islas, Asia Menor, Egipto, Nubia, Túnez y el Levante Mediterráneo.
Pasó un tiempo como profesor de literatura extranjera en Lyon y Grenoble, y en 1878 se unió a la facultad del Instituto Católico de París. Murió el 21 de septiembre de 1891 en París.

## Expediciones
Guérin visitó Palestina ocho veces en 1852, 1854, 1863, 1870, 1875, 1882, 1884 y 1888. Ganó un premio de la Academia de Ciencias de Francia por su obra de siete tomos Descripción Geográfica, Histórica y Arqueológica de Palestina. Gran parte de la obra seminal de Guérin está dedicada a la descripción de las ruinas de los lugares que visitaba.

## Trabajos
En sus libros, Guérin escribe sobre la identificación e historia de los yacimientos arqueológicos, a menudo aludiendo a pasajes de la Biblia hebrea, la mitología griega y a académicos y exploradores contemporáneos como Robinson y Titus Tobler. También cita otras fuentes judías como el Mishná y el Talmud, así como a viajeros judíos como Benjamín de Tudela o Isaac Chelo.
Entre sus obras publicadas se encuentran:
- Voyage dans l'Île de Rhodes et description de cette Île. París (1856)
- Voyage archéologique dans la régence de Tunis. 2 Bde. París (1862)
- Guérin, Victor (1868). Description Géographique Historique et Archéologique de la Palestine (en francés). 1: Judée, pt. 1. París: L'Imprimerie impériale.
- Guérin, Victor (1869). Description Géographique Historique et Archéologique de la Palestine (en francés). 1: Judée, pt. 2. París: L'Imprimerie impériale.
- Guérin, Victor (1869). Description Géographique Historique et Archéologique de la Palestine (en francés). 1: Judée, pt. 3. París: L'Imprimerie impériale.
- Guérin, Victor (1874). Description Géographique Historique et Archéologique de la Palestine (en francés). 2: Samarie, pt. 1. París: L'Imprimerie nationale.
- Guérin, Victor (1875). Description Géographique Historique et Archéologique de la Palestine (en francés). 2: Samarie, pt. 2. París: L'Imprimerie nationale.
- Guérin, Victor (1880). Description Géographique Historique et Archéologique de la Palestine (en francés). 3: Galilée, pt. 1. París: L'Imprimerie nationale.
- Guérin, Victor (1880). Description Géographique Historique et Archéologique de la Palestine (en francés). 3: Galilée, pt. 2. París: L'Imprimerie nationale.
- La Terre Sainte, Vol. I: Son Histoire, Ses Souvenirs, Ses Sites, Ses Monuments [La Tierra Santa: Su Historia, Sus Recuerdos, Sus Sitios, Sus Monumentos], París: E. Plon & Co., 1882.
- La Terre Sainte, Vol. II: Liban, Phénicie, Palestine Occidentale et Méridionale, Pétra, Sinaï, Égypte [La Tierra Santa: Líbano, Fenicia, Palestina Occidental y Meridional, Petra, Sinaí, Egipto], París: E. Plon, Nourrit, & Co., 1884.
- Jérusalem: son histoire, sa description, ses établissements religieux. París (1889)
- La France catholique en Égypte. Tours (Neuausgabe, 1892)
- La France catholique en Tunisie. París (Neuausgabe, 1893)